# Jon Moxley
Jonathan David Good (* 7. prosince 1985) je americký profesionální zápasník a herec. V současné době pracuje ve společnosti All Elite Wrestling pod pseudonymem Jon Moxley. Dále je také znám jako Dean Ambrose, který je bývalým WWE Intercontinental Champion, WWE World Heavyweight Champion, WWE Intercontinental Champion a United States Champion, titul držel 351 dní, stal se tak třetím nejdelším držitelem tohoto titulu. Je vítězem Money in the Bank kufříku 2016, který držel 56 minut a 18 sekund. Je také zařazen do tzv. Skupiny Grandslam šampionů. Byl součástí frakce The Shield s Sethem Rollinsem a Romanem Reignsem od listopadu 2012 do června 2014. Shield se znovu vrátili v roce 2017.

## Kariéra
Dne 19. června 2016 vyhrál na placené akci Money in the Bank kufřík, který zpeněžil později večer na Sethu Rollinsovi, který porazil Romana Reigns o titul. Dean zpeněžil úspěšně a stal se novým WWE World Heavyweight Championem. Dean obhajoval titul na show RAW 18. července 2016 proti Rollinsovi, ale zápas skončil remízou a rematch se konal další den v show SmackDown Live, kde byl Dean přesunut do show SmackDown a úspěšně obhájil titul proti Sethu Rollinsovi.
Dean titul obhajoval na placené akci Battleground proti Sethu Rollinsovi a Romanu Reignsovi. Titul úspěšně obhájil a tím přivedl WWE World Championship do show SmackDown Live.
Dean následně na placené akci SummerSlam čelil vyzyvateli Dolphu Zigglerovi, ale Dean svůj titul dokázal obhájit. Následně v show SmackDown Live se AJ Styles domáhal, aby dostal shot na WWE World Championship poté, co porazil John Cenu. Generální manažer Daniel Bryan oznámil, že se 11. září na placené akci Backlash uskuteční zápas Dean Ambrose(c) vs AJ Styles o světový titul WWE. Titul ovšem ztratil poté, co ho AJ Styles kopl mezi nohy a nasadil mu svůj finisher Styles Clash. Následně v show SmackDown Live naštvaný Ambrose chtěl svůj rematch, který se uskuteční jako Triple Threat na placené akci No Mercy v podání AJ Styles vs Dean Ambrose vs John Cena. Tohoto večera se uskutečnil Main Event Dean Ambrose a John Cena vs AJ Styles a Miz, který vyhrál Cena a Ambrose. Po zápase Ambrose nasadil Cenovy Dirty Deeds. To vedlo k jejich zápasu na další show SmackDownu. Dean Ambrose porazil Johna Cenu čistě (Cena naposled čistě prohrál na TV Show v roce 2009 v zápase Triple Hem). Dean nedokázal titul získat zpátky a AJ Styles zůstal championem. Ambrose se následně zapojil do programu s James Ellsworthem, kterému zařídil 2 vítězství nad AJ Stylesem. Dean se účastnil 5 on 5 Elimination Tag team matche na placené akci Survivor Series, kde ho eliminoval Braun Strowman, později toho večera se Ambrose vrátil do ringu pomstít se AJ Stylesovi, v ten moment došlo k sjednocení frakce Shield, kdy nasadili AJovi Triple Powerbomb na komentátorský stůl společně s Romanem Reignsem a Sethem Rollinsem. Dean Ambrose bojoval o hlavní titul na placené akci TLC, kde ovšem neuspěl kvůli zradě Jamese Ellswortha který shodil žebřík když Ambrose měl na dosah titul. Další show v SmackDown Live Dean nasadil Jamesovy Dirty Deeds. Později té noci Dean bojoval o Intercontinetal Title, kde také neuspěl díky Jamesovy, který nechtěně zařídil prohru Ambrose. V prvním SmackDownu roku 2017 vyhrál zápas o titul s Mizem a stal se novým WWE Intercontinental championem. Během Draftu se Dean přesunul do show RAW a obnovil svůj feud s Mizem. Na placené akci Extreme Rules svůj IC titul prohrál.
Na placené akci Summerslam 2017 se spojil se Sethem Rollinsem (bývalý parťák z The Shield) proti Cesarovi a Sheamusovi, kde Ambrose a Rollins vyhráli Raw Tag Team Championship. Ambrose tak poprvé obdržel týmový titul v WWE. Zároveň se stal jedním z mála takzvaných Grand Slam Championů.
V současné době působí ve společnosti All Elite Wrestling pod přezdívkou Jon Moxley. Tu používal v letech 2006 až 2011 před vstupem do WWE. Svůj AEW debut uskutečnil na placené akci Double or Nothing 25. května 2019.

## Dokončovací pohyby
- Dirty Deeds/Death Rider/Paradigm Shift
- Midnight Special
- Knee Trembler
- Regal Stretch

### V ringu
- Corner forearm smash
- Air Lunatic (Suicide dive)
- Diving elbow drop
- Double leg takedown
- Double underhook superplex
- Front missile dropkick
- Knee strike

- Snap elbow drop
- Air Lunatic (Suicide dive)
- Lunatic Lariat

## Úspěchy
Mad-Pro Wrestling
MPW Heavyweight Championship (1x)
MPW Tag Team Championship (1x)
All Elite Wrestling
AEW World Championship (3x)
AEW Interim World Championship (1x)
AEW International Championship (1x)
Full Impact Pro
FIP World Heavyweight Championship (1x)
Combat Zone Wrestling
CZW World Heavyweight Championship (2x)
Heartland Wrestling Association:
HWA Heavyweight Championship (3 x)
HWA Tag Team Championship (5x)
Attack of the Trios (2009)
Insanity Pro Wrestling:
IPW World Heavyweight Championship (2x)
IPW Mid-American Championship (1x)
International Wrestling Association:
IWA World Tag Team Championship (1x)
Pro Wrestling Illustrated:
PWI jej zařadila jako #102 v žebříčku PWI 500 v roce 2011
westside Xtreme wrestling:
wXw World Tag Team Championship (1x)
wXw World Tag Team Title Tournament (2009)
World Wrestling Entertainment:
- WWE Championship (1x)
- WWE Intercontinental Championship (3x)
- WWE Raw Tag Team Championship (2x) – Seth Rollins
- WWE United States Championship (1x)
- Twenty-seventh Triple Crown Champion
- Eighth Grand Slam Champion
- Money in the Bank (2016)
- Slammy Awards (5x)

New Japan Pro-Wrestling
IWGP United States Championship (2x)